# Pandolfo della Stufa
Pandolfo della Stufa (Firenze, 4 aprile 1500 – Firenze, 24 marzo 1568) è stato un politico italiano del XVI secolo.
Di nobile famiglia fiorentina, fu a lungo coppiere di Caterina de' Medici quando era delfina di Francia.
Nel 1541 fu imprigionato perché sospettato di aver fatto avvertire Cosimo I de' Medici (filoimperiale) delle intenzioni di Francesco I di Francia di riaprire le ostilità con Carlo V.
Riacquistata la libertà dopo vari anni tornò a Firenze, dove ricevette la nomina onorifica di senatore.
Fu marito di Lena Strozzi e genero di Palla Strozzi, noto banchiere e committente di alcune opere d'arte